# ラグビースペイン代表
ラグビースペイン代表は、スペインラグビー連盟によるラグビーユニオンのナショナルチームである。

## 概要
最初のテストマッチは1929年5月20日のイタリア戦で、9-0で勝利している。
ワールドカップには1999年大会で初出場を果たしたが、全敗で終えた。
2006年にはベルギーとフランスアマチュア、ウェールズアマチュアの4チームで戦った(2006 Four Nations Tournament (rugby union))。
2015年にワールドラグビーネイションズカップに初出場した。
2019年、ワールドカップ2019のヨーロッパ地区予選の途中で、予選敗退が決まった。これは、2017年から2018年にかけての9試合（うち、ワールドカップ予選に関わるものは8試合）において、無資格の選手が出場していたことが確定したため。
2022年3月13日、ワールドカップ2023の予選を兼ねたヨーロッパチャンピオンシップ（6チーム参加）において、地元マドリードで3位のポルトガル代表を破り、ヨーロッパ地区2位が確定、24年ぶり2度目のワールドカップ2023への出場を決めプールBに入った。しかし予選2試合において代表資格が無い選手が出場していたため、4月28日に出場権を失った。同様の原因で出場資格を失うのはワールドカップ2019の地区予選に続き2度目。スペインの代わりにルーマニアが出場する。
2025年2月8日、ワールドカップ2027の予選を兼ねたヨーロッパチャンピオンシップ（8チーム参加）において、上位4チーム入りが確定、28年ぶり2度目のワールドカップ2027への出場を決めた。

## ワールドカップの成績
- 1987年 - 不参加
- 1991年 - 予選敗退
- 1995年 - 予選敗退
- 1999年 - プール戦敗退
- 2003年 - 予選敗退
- 2007年 - 予選敗退
- 2011年 - 予選敗退
- 2015年 - 予選敗退
- 2019年 - 予選敗退（出場資格剥奪）[1]
- 2023年 - 予選敗退（出場資格剥奪）[3]
- 2027年 - 本大会出場

## 選手

### 現在の代表
スペイン代表スコッド
- ヘッドコーチ :  パブロ・ボウサ（英語版）

| 選手                         | ポジション     | 誕生日 (年齢)          | キャップ | チーム               |
| ---------------------------- | -------------- | ---------------------- | -------- | -------------------- |
| ビセンテ・デル・ホヨ         | フッカー       | 1996年2月15日（29歳）  | 30       | Real Ciencias        |
| アルバロ・ガルシア           | フッカー       | 2003年8月23日（21歳）  | 12       | スタッド・フランセ   |
| パブロ・ミエジモーレ         | フッカー       | 1995年1月17日（30歳）  | 13       | バリャドリッドRAC    |
| ホアキン・ドミンゲス         | プロップ       | 1996年2月13日（29歳）  | 13       | Belenenses           |
| ティエリー・フェウテウ       | プロップ       | 1995年6月23日（30歳）  | 41       | Niort                |
| ルーカス・サンタマリア       | プロップ       | 2000年1月17日（25歳）  | 18       | Tarbes               |
| ベルナルド・バスケス         | プロップ       | 1989年6月9日（36歳）   | 5        | Aparejadores         |
| ジョン・サバラ               | プロップ       | 1996年11月27日（28歳） | 31       | ポー                 |
| イグナシオ・ピニェイロ       | ロック         | 2003年1月4日（22歳）   | 14       | オヨナ               |
| マーク・サンチェス           | ロック         | 1999年8月21日（25歳）  | 4        | バリャドリッドRAC    |
| イマノール・ウッラザ         | ロック         | 2002年4月5日（23歳）   | 9        | Lazio                |
| アシエル・ウサッラガ         | ロック         | 1994年12月31日（30歳） | 11       | CAブリーヴ           |
| ビセンテ・ボロナット         | バックロー     | 1997年8月15日（27歳）  | 7        | Aparejadores         |
| ぺぺ・ボラズ                 | バックロー     | 2002年6月19日（23歳）  | 2        | Cisneros             |
| マシュー・ファウルズ         | バックロー     | 1991年4月27日（34歳）  | 36       | UEサンボイアナ       |
| エカイン・イマス             | バックロー     | 2002年7月12日（22歳）  | 15       | ビアリッツ           |
| ラファエル・ニエト           | バックロー     | 2000年8月27日（24歳）  | 12       | Niort                |
| マッテオ・トリキ             | バックロー     | 2001年2月2日（24歳）   | 8        | Chambéry             |
| ケルマン・アオレコエトヘア   | スクラムハーフ | 2000年5月2日（25歳）   | 16       | ビアリッツ           |
| エスタニスラオ・ベイ         | スクラムハーフ | 1992年11月18日（32歳） | 23       | Aparejadores         |
| ゴンザロ・ロペス＝ボンティポ | フライハーフ   | 2000年2月10日（25歳）  | 15       | RCマシー             |
| ゴンザロ・ビヌエサ           | フライハーフ   | 2001年5月15日（24歳）  | 23       | Cisneros             |
| ヤゴ・ヘルナンデス           | センター       | 2004年1月8日（21歳）   | 0        | Alcobendas           |
| アルバル・ヒメノ             | センター       | 1997年12月15日（27歳） | 45       | Real Ciencias        |
| イナキ・マテウ               | センター       | 1997年3月13日（28歳）  | 27       | Alcobendas           |
| パウ・アイラ                 | ウイング       | 2001年7月3日（24歳）   | 7        | FCバルセロナ         |
| マルティニアノ・シアン       | ウイング       | 2001年8月15日（23歳）  | 16       | バリャドリッドRAC    |
| エゴイツ・ガルシア           | ウイング       |                        | 0        | オルディシアRE       |
| ゴティエ・ミングイルロン     | ウイング       | 1994年3月3日（31歳）   | 25       | ヴァランス・ロマン   |
| JW・ベル                     | フルバック     | 1990年1月18日（35歳）  | 25       | CRエル・サルバドール |

※所属、 キャップ数(Cap)は2025年7月3日現在